# بوب جاربر
بوب جاربر (بالإنجليزية: Bob Garber)‏ هو لاعب كرة قاعدة أمريكي، ولد في 10 سبتمبر 1928 في هونكر في الولايات المتحدة، وتوفي في 7 يونيو 1999 في ريدوود في الولايات المتحدة.

## وصلات خارجية
- بوب جاربر على موقعبيزبول رفرنس.كوم (الدوري الرئيسي) (الإنجليزية)